# Гроссман, Рувим Иосифович
Рувим Иосифович Гроссман (6 июня 1910, Кривой Рог, Херсонская губерния — 4 декабря 1978, Свердловск) — советский инженер, лауреат Сталинской премии.

## Биография
Родился 6 июня 1910 года в местечке Кривой Рог Криворогской волости Херсонского уезда Херсонской губернии Российской империи.
Учился в трудовой школе, в 1924—1925 годах — в школе ФЗУ завода № 198 в городе Николаев, работал клепальщиком.
В 1929 году поступил на вечернее отделение Николаевского кораблестроительного института, который окончил в 1934 году по специальности «инженер-механик».
На заводе № 198 работал до эвакуации. Во время Великой Отечественной войны — на Сталинградском заводе, а затем — на Уралвагонзаводе. При его непосредственном участии был организован выпуск бронекорпусов танка Т-34 на потоке, с применением конвейерных линий и автоматической сварки.
После войны был главным технологом завода, затем — заместителем главного инженера. В 1952 году назначен руководителем работ по созданию криогенной техники.
В 1954 году назначен главным инженером Свердловского завода № 50, где тогда велась подготовка производства новых самоходных артиллерийских установок.
В 1956—1971 годах — главный инженер СФ ВПТИ.
Умер 4 декабря 1978 года в Свердловске, где и похоронен на Широкореченском кладбище.

## Награды
- Сталинская премия 1946 года — за коренное усовершенствование технологии и организацию высокопроизводительного поточного метода производства средних танков при значительной экономии материалов, рабочей силы и снижении себестоимости;
- Орден Красной Звезды (16.09.1945)[1];
- Орден «Знак Почёта» (1944);
- медаль «За трудовую доблесть» (20.01.1943)[2].